# Сковородино
Сковородино́ — город (с 1927 года) в России, административный центр Сковородинского района Амурской области, а также Сковородинского городского поселения.
Железнодорожная станция на Транссибирской магистрали, относится к Забайкальской железной дороге.

## История
- 1907 — построено зимовье, первое поселение в 30 км от Рейново.
- 1908 — началось строительство пристанционного посёлка Змеиного.
- 1909 — посёлок Змеиный переименован в Невер-1.
- 1911 — посёлок посетил министр путей сообщения Сергей Васильевич Рухлов, посёлок был переименован в Рухлово.
- 1914 — началось движение по Амурской железной дороге.
- 1918 — был избран совет депутатов трудящихся (Совдеп) и образован Рухловский район с центром в посёлке Рухлово.
- 1919 — появились первые партизанские отряды.
- 1920, февраль — избран первый председатель поселкового совета Афанасий Николаевич Сковородин. Расстрел (японскими интервентами) и похороны А. Н. Сковородина.
- 1920, март — капитуляция японских интервентов.
- 1923, 31 июля — приезд Председателя ВЦИК Михаила Ивановича Калинина.
- 1926 — был образован Зейский округ с центром в посёлке городского типа Рухлово.
- 1927, 4 февраля — постановлением Президиума ВЦИК посёлок Рухлово был преобразован в город Рухлово.
- 1927 — в городе была создана одна из первых в мире опытная мерзлотная станция (ОМС).
- 1932, 1 августа — начинает издаваться районная газета «Амурская звезда».
- 1933, сентябрь — на ОМС направлен репрессированный учёный Павел Александрович Флоренский.
- 1934 — образовалась Зейская область с центром в г. Рухлово.
- 1937 — г. Рухлово вошёл в состав Читинской области.
- 1938, 16 декабря — указом Президиума Верховного Совета РСФСР город Рухлово был переименован в город Сковородино.
- 1939 — закончилось строительство телефонной магистрали, город получил прямую связь с Москвой.
- 1941 — в городе открыто железнодорожное училище.
- 1943, 30 октября — указом Президиума Верховного Совета СССР жителю города Георгию Ивановичу Сурнину было присвоено звание Героя Советского Союза.
- 1945 — сформирован 614-й Хинганский стрелковый полк 396-й Хинганской дивизии.
- 17 августа 1945 — с запасного узла связи г. Сковородино маршал Советского Союза Александр Михайлович Василевский передал командованию японской армии ультиматум о прекращении боевых действий и полной капитуляции.
- 1948 — Амурская область была выделена из состава Хабаровского края в самостоятельную область РСФСР, в её состав был включён Сковородинский район Читинской области.
- 1967 — обелиск на братской могиле рабочих путейцев, сожженных японскими интервентами, перенесён на городское кладбище.
- 1975, 6 ноября — открытие мемориала «Скорбящая мать».
- 1978, 4 апреля— город посетил Генеральный секретарь ЦК КПСС, председатель Президиума Верховного Совета СССР Леонид Ильич Брежнев.
- 1986 — построен железнодорожный путепровод.
- 1989, 2 сентября — был открыт мемориал в память о формировании 614-й Хинганской стрелковой дивизии.
- 1992, 22 июня — установлен памятник Герою Советского Союза Г. И. Сурнину.
- 1994 — был открыт православный приход и построена православная церковь.
- 1996, 28 марта — утвержден устав и герб города.
- 2010, 29 августа — премьер-министром России В. В. Путиным открыт российский участок нефтепровода «Россия-Китай», начинающийся в Сковородине.
- 2011, 14 октября — произошло землетрясение магнитудой 6 около 16:15 часов по местному времени. Землетрясение не повлекло за собой разрушений и жертв. Отмечены некоторые повреждения: обрушилась стена центральной котельной города, повреждена система тепло- и водоснабжения в местной школе № 3 (также пострадали и некоторые помещения школы).

## География

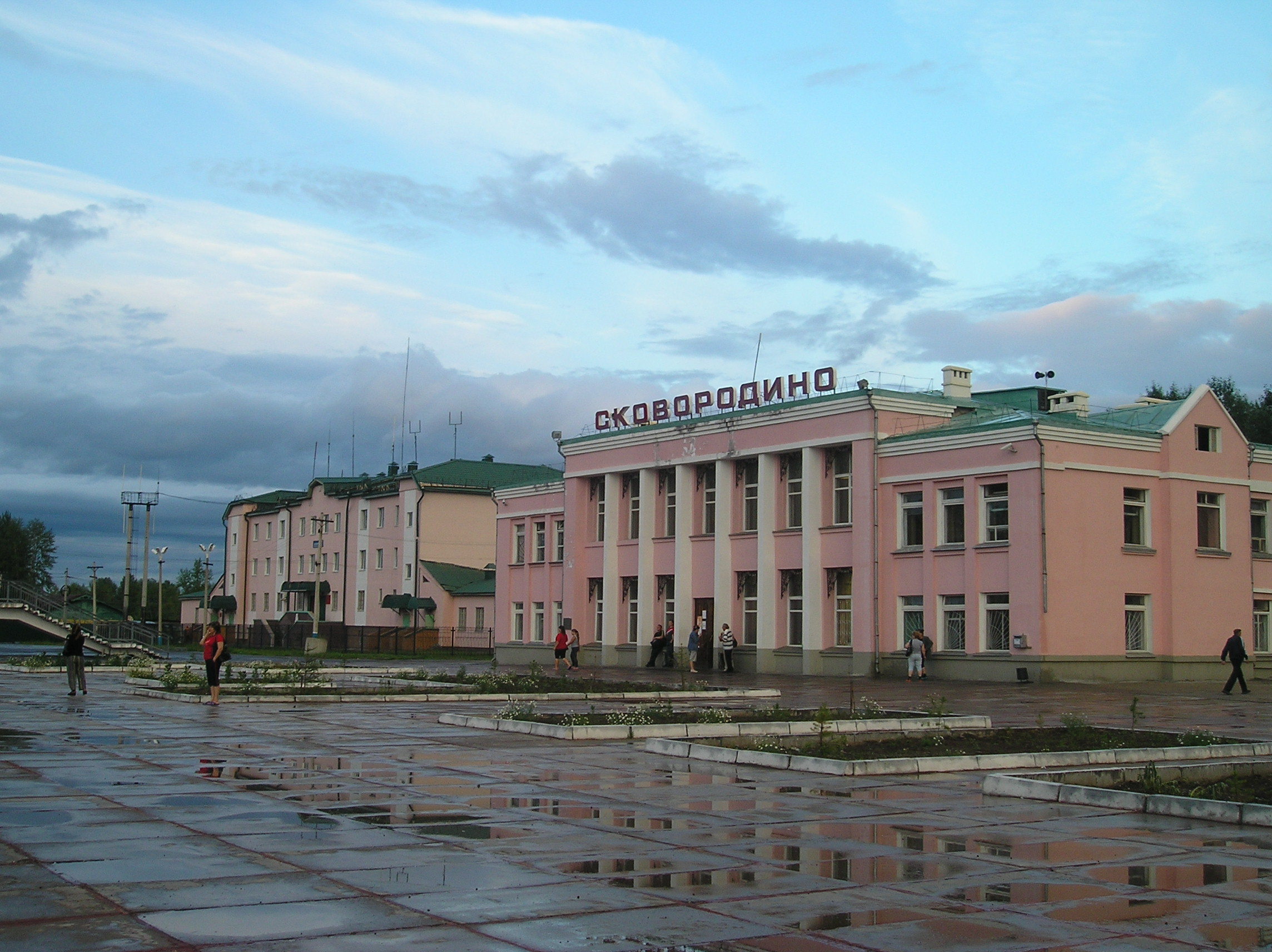
Вокзал города

Город расположен на левом берегу реки Большой Невер (левый приток Амура), в 669 км от Благовещенска.

## Население
| 1931    | 1939    | 1959    | 1970    | 1979    | 1989    | 1992    | 1996    | 1998    |
| ------- | ------- | ------- | ------- | ------- | ------- | ------- | ------- | ------- |
| 3300    | ↗19 894 | ↘15 083 | ↘11 442 | ↗13 035 | ↗13 824 | ↗14 100 | →14 100 | ↘13 900 |
| 2000    | 2001    | 2002    | 2003    | 2005    | 2006    | 2007    | 2008    | 2009    |
| ↘13 600 | ↘13 500 | ↘10 566 | ↗10 600 | ↘10 100 | ↘10 000 | ↘9900   | ↘9800   | ↘9586   |
| 2010    | 2011    | 2012    | 2013    | 2014    | 2015    | 2016    | 2017    | 2018    |
| ↘9564   | ↘9540   | ↘9481   | →9481   | ↘9404   | ↘9254   | ↗9311   | ↘9283   | ↘9231   |
| 2020    | 2021    | 2023    | 2025    |         |         |         |         |         |
| ↘8943   | ↘7057   | ↘6687   | ↘6328   |         |         |         |         |         |

На 1 января 2025 года по численности населения город находился на 1037-м месте из 1124 городов Российской Федерации.
Отток населения в 2001—2002 году связан с расформированием 115-й гвардейской мотострелковой дивизии.

## Климат
Климат резко континентальный. Зима очень морозная (средняя температура января −27 °С), а лето достаточно жаркое и умеренно-влажное (средняя температура июля +18 °С), с большими суточными колебаниями (днём бывает жара до +34° — +37°, а ночью холодает до +13° — +16°С).
- Среднегодовая температура воздуха: −3,8 °C
- Относительная влажность воздуха: 70,0 %
- Средняя скорость ветра: 2,0 м/с

| Среднесуточная температура воздуха в Сковородино по данным NASA | Среднесуточная температура воздуха в Сковородино по данным NASA | Среднесуточная температура воздуха в Сковородино по данным NASA | Среднесуточная температура воздуха в Сковородино по данным NASA | Среднесуточная температура воздуха в Сковородино по данным NASA | Среднесуточная температура воздуха в Сковородино по данным NASA | Среднесуточная температура воздуха в Сковородино по данным NASA | Среднесуточная температура воздуха в Сковородино по данным NASA | Среднесуточная температура воздуха в Сковородино по данным NASA | Среднесуточная температура воздуха в Сковородино по данным NASA | Среднесуточная температура воздуха в Сковородино по данным NASA | Среднесуточная температура воздуха в Сковородино по данным NASA | Среднесуточная температура воздуха в Сковородино по данным NASA |
| Янв                                                             | Фев                                                             | Мар                                                             | Апр                                                             | Май                                                             | Июн                                                             | Июл                                                             | Авг                                                             | Сен                                                             | Окт                                                             | Ноя                                                             | Дек                                                             | Год                                                             |
| −27,0 °C                                                        | −22,8 °C                                                        | −12,9 °C                                                        | −0,1 °C                                                         | 8,4 °C                                                          | 15,2 °C                                                         | 17,9 °C                                                         | 14,7 °C                                                         | 7,5 °C                                                          | −3,7 °C                                                         | −17,6 °C                                                        | −26,5 °C                                                        | −3,8 °C                                                         |
| --------------------------------------------------------------- | --------------------------------------------------------------- | --------------------------------------------------------------- | --------------------------------------------------------------- | --------------------------------------------------------------- | --------------------------------------------------------------- | --------------------------------------------------------------- | --------------------------------------------------------------- | --------------------------------------------------------------- | --------------------------------------------------------------- | --------------------------------------------------------------- | --------------------------------------------------------------- | --------------------------------------------------------------- |

| Показатель                    | Янв.  | Фев.  | Март  | Апр.  | Май   | Июнь | Июль | Авг. | Сен.  | Окт.  | Нояб. | Дек.  | Год   |
| ----------------------------- | ----- | ----- | ----- | ----- | ----- | ---- | ---- | ---- | ----- | ----- | ----- | ----- | ----- |
| Абсолютный максимум, °C       | −5,5  | 2,1   | 15,4  | 28,8  | 33,7  | 35,1 | 38,3 | 34,5 | 28,6  | 24,7  | 7,6   | −1,9  | 38,3  |
| Средний суточный максимум, °C | −18,7 | −12,1 | −3,5  | 7,1   | 16,9  | 23,9 | 25,4 | 23,0 | 15,7  | 4,4   | −10,4 | −19,7 | 4,3   |
| Средняя температура, °C       | −26,8 | −22   | −12,3 | 0,2   | 9,2   | 15,7 | 18,3 | 15,4 | 7,8   | −2,9  | −18,2 | −26,8 | −3,5  |
| Средний суточный минимум, °C  | −33,2 | −30,6 | −21,7 | −7    | 1,1   | 7,6  | 11,9 | 8,9  | 0,9   | −9,2  | −24,2 | −32,2 | −10,6 |
| Абсолютный минимум, °C        | −52   | −52,4 | −45,2 | −32,9 | −14,4 | −6,1 | −3,5 | −4,8 | −13,9 | −33,9 | −47   | −50,7 | −52,4 |
| Норма осадков, мм             | 6     | 4     | 5     | 17    | 43    | 85   | 117  | 95   | 53    | 23    | 12    | 7     | 464   |
| Источник: Погода и климат     |       |       |       |       |       |      |      |      |       |       |       |       |       |

## Средства массовой информации

### Печатные издания
- Амурская звезда (с 2022 года прекратила печататься в бумажном виде)

Официальный сайт муниципального образования
- Сайт администрации района

## Экономика
В 2017 году Постановлением Правительства РФ на территориях муниципальных образований Свободненский район, город Свободный и город Сковородино создана территория опережающего социально-экономического развития «Свободный».
- Трубопровод «Восточная Сибирь — Тихий океан»[27].
- Магистральный газопровод «Сила Сибири»[28].

## Достопримечательности
- Сковородинский районный краеведческий музей им. П. А. Флоренского. Основан в 2004 году на базе музея локомотивного депо, экспозиция которого была посвящена началу строительства Амурской железной дороги. В музее представлены также материалы с раскопок Албазинского острога. Другие разделы: природа района, быт переселенцев, работа ученых на Сковородинской мерзлотной станции, в том числе и П. А. Флоренского в годы репрессий[29].
- Памятник святым Петру и Февронии. Двухметровая скульптура из белого мрамора открыта в июле 2017 года возле местного здания ЗАГСа, изготовлена в скульптурной мастерской Сергея Букина в Санкт-Петербурге[30].
- Мемориал партизанам. Памятник на братской могиле партизан, павших в борьбе с японскими интервентами, открыт в феврале 2018 года. Представляет собой чугунную плиту, на которой изображены 65 партизан и первый председатель местного поселкового совета Афанасий Сковородин[31].

## Топографические карты
- Лист карты N-51-XXII Сковородино. Масштаб: 1 : 200 000. Состояние местности на 1988 год. Издание 1995 г.